# Every Mother Counts
Chronologie d'Every Mother Counts
Every Mother Counts 2012
(2012)
Every Mother Counts (parfois sous-titré Songs Inspired by the Documentary 'No Woman, No Cry' Directed by Christy Turlington Burns) est un album caritatif se présentant comme une compilation de chansons interprétées par divers artistes et comme la bande originale du documentaire de Christy Turlington No Woman, No Cry, sorti en 2010. Publié sous le label Hear Music de Starbucks, l'album sort le 12 avril 2011. Dotée d'une quinzaine de pistes à propos de la maternité, dont certaines originales et inédites, la compilation est vendue exclusivement dans les cafés Starbucks et profite aux initiatives en santé maternelle de CARE et de la fondation Every Mother Counts. L'album réussi à atteindre la 54e place du Billboard 200.

## Genèse
Every Mother Counts sort en 2011 via les commerces Starbucks, sous le label Hear Music. La collection sert d'accompagnement au film documentaire No Woman, No Cry de Christy Turlington, sorti en 2010, et qui suit quatre femmes enceintes au Bangladesh, au Guatemala, en Tanzanie, et aux États-unis, et les défis en matière de soins de santé qu'elles rencontrent,,. L'album est le premier de la série Starbucks du même nom, Every Mother Counts 2012 étant publié l'année suivante.

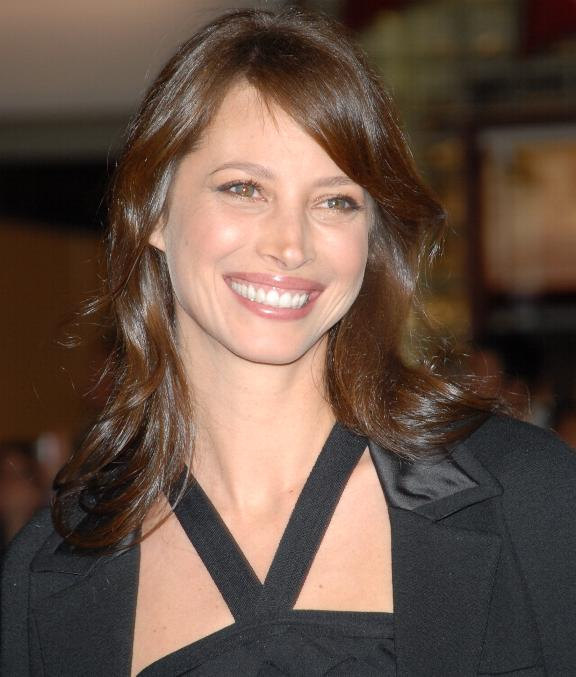
Christy Turlington en 2008.

Le fondateur de Starbucks Howard Schultz tend la main à Turlington afin de supporter sa fondation Every Mother Counts, qui cherche à rendre la grossesse et l'accouchement sans risque pour les mères. David Legry, qui a servi comme responsable éditorial de Starbucks, aide à l'élaboration de la compilation après avoir lu sur le travail humanitaire de Turlington, et travaille ensuite avec les artistes afin de sélectionner les chansons appropriées. Turlington recrute plusieurs artistes, dont : Carla Bruni, Sheryl Crow, Jennifer Lopez, Madonna, son amie Gwyneth Paltrow, et Martha Wainwright, pour contribuer au projet. Elle a contacté tous les artistes participants, et de rappeler : 
Nous avons déjà eu notre bande-son, et j'ai déjà eu Martha Wainwright chanter No Woman, No Cry, qui a été grand, mais il nous a tous en train de penser qu'un CD de compilation serait un excellent moyen de cibler les femmes qui sont des artistes et aussi des mères et de voir ce qu'ils sont disposés à contribuer. J'ai donc écrit quelques lettres et a parlé à quelques-uns des femmes qui sont sur le CD, et a jeté l'idée et à peu près tout le monde que nous sommes allés à l'est sur cette liste, et il a dit oui et il était vraiment excité.
La compilation est disponible uniquement dans les cafés Starbucks entre le 12 avril et le 9 mai, le lendemain de la fête des mères. Huit dollars sur chaque vente entre le 12 avril et le 9 mai bénéficie directement a l'organisation humanitaire CARES avec ses « programmes de santé maternelle dans les pays de la culture du café », et à la fondation Every Mother Counts,,.

## Composition
Every Mother Counts est une compilation et une bande originale de film "librement" organisée par Starbucks et co-produit par Turlington,, comprenant une quinzaine de pistes à propos de la maternité interprétées par diverses artistes étant mère chacune. Certains morceaux sont originaux et inédits, comme Children's Song de Patti Scialfa,.

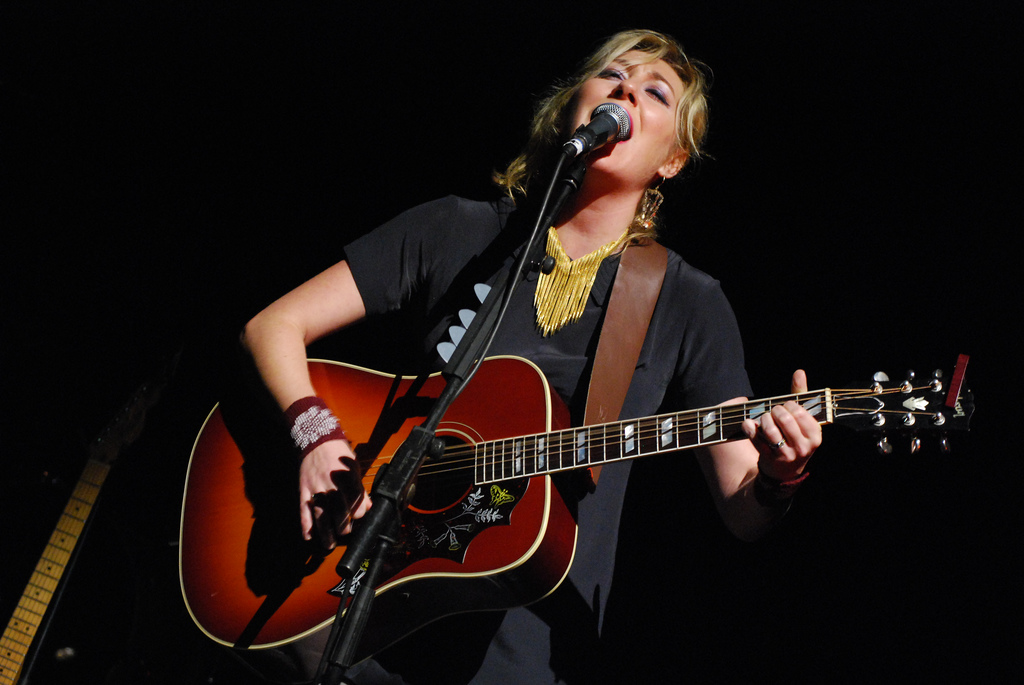
Martha Wainwright ouvre et clôt l'album avec respectivement Leave Behind et No Woman, No Cry. La chanteuse est également superviseur musical et compositrice du film documentaire No Woman, No Cry de Turlington.

L'album s'ouvre avec Leave Behind par Martha Wainwright, qui est également superviseur musical et compositrice pour le film No Woman, No Cry. Turlington et Wainwright, qui est alors enceinte, se rencontrent lors d'un des diners parrainés par les Nations Unies en 2009; Wainwright et sa mère, Kate McGarrigle, ont souffert toutes les deux d'expériences difficiles relatives à l'accouchement, inspirant Wainwright à contribuer au projet. Bruni interprète Le Loup, la Biche et le Chevalier (Une Chanson Douce), qui est à l'origine composée et interprétée par le chanteur français Henri Salvador.
Suit This Woman's Work (Kate Bush, 1988), interprété par Gwyneth Paltrow, Promise to Try de Madonna, et une chanson inédite de Scialfa, qui inclut son mari Bruce Springsteen. En dépit des voix et de son aide pour l'enregistrement, Springsteen n'est pas crédité sur l'album, afin de rester axé sur une sélection d'artistes mères. Scialfa réécrit une chanson qu'elle avait écrite quand les enfants du couple étaient très jeunes car elle trouvait que la version originale ne « [convenait pas à] sa voix ». Le duo a enregistré la version album, que Rolling Stone décrit comme un « lilting, down-tempo ballade », dans leur home studio avec l'aide supplémentaire du réalisateur Ron Anielo. There and Back Again, Pt. 2, interprétée par Bernice Johnson Reagon et Toshi Reagon, est suivie par Sweet Lullaby d'Angélique Kidjo et une version remixée du titre Present/Infant d'Ani DiFranco.
Les neuvième et dixième pistes de l'album sont respectivement Lullaby, interprétée par les Dixie Chicks, et Motherless Children, une version acoustique du standard de blues enregistré à l'origine par Blind Willie Johnson et interprété ici par Rosanne Cash. Suivent les chansons Lullaby for Wyatt de Crown, One Step at a Time de Lopez, et The Last Laugh de Karen Elson. L'album se termine avec Petit Poulet de Sinéad O'Connor, et une reprise de No Woman, No Cry par Wainwright, initialement interprété par Bob Marley and the Wailers. Wainwright enregistre les deux chansons de l'album quelques semaines après avoir donné naissance prématurément, alors que son bébé était encore dans un incubateur.

## Liste des pistes

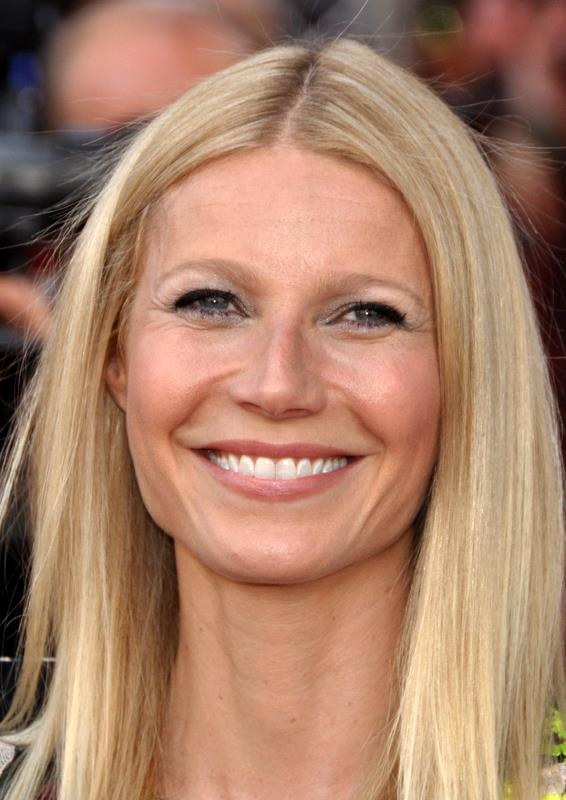
Gwyneth Paltrow (ici en 2013), amie de Turlington, interprète This Woman's Work de Kate Bush pour l'album.

1. Leave Behind, effectuées par Martha Wainwright
2. Le Loup, la Biche et le Chevalier (Une Chanson Douce), réalisée par Carla Bruni
3. This Woman's Work (Kate Bush), jouée par Gwyneth Paltrow
4. Promise to Try, réalisée par Madonna
5. Children's Song, interprétée par Patti Scialfa, mettant en vedette Bruce Springsteen[8]
6. There and Back Again, Pt. 2, réalisée par Bernice Johnson Reagon et Toshi Reagon
7. Sweet Lullaby, réalisée par Angélique Kidjo
8. Present/Infant [Remix], interpétée par Ani DiFranco
9. Lullaby, effectuées par Dixie Chicks
10. Motherless Children [Acoustique], réalisée par Rosanne Cash
11. Lullaby for Wyatt, effectuées par Sheryl Crow
12. One Step at a Time, jouée par Jennifer Lopez
13. The Last Laugh, réalisée par Karen Elson
14. Petit Poulet, réalisée par Sinéad O'Connor
15. No Woman, No Cry (Vincent Ford, Bob Marley), effectuées par Martha Wainwright

## Classements
| Classements (2011)         | Meilleure position |
| -------------------------- | ------------------ |
| États-Unis (Billboard 200) | 54                 |